# Björt Ólafsdóttir
Björt Ólafsdóttir (* 2. März 1983 in Biskupstungur) ist eine isländische Politikerin (Björt framtíð). Sie war Umweltministerin Islands (Ministerium für Umwelt und natürliche Ressourcen) im Kabinett Bjarni Benediktsson (2017).
Bei der Parlamentswahl in Island 2013 wurde sie als Abgeordnete für den Wahlkreis Reykjavík-Nord in das nationale Parlament Althing gewählt. Sie hat einen B.A. in Psychologie der Universität von Island und einen M.Sc. in Human Resource Management der Universität Lund. Von 2011 bis 2013 war sie Vorsitzende von Geðhjálp, einer Non-Profit-Organisation zur Unterstützung von Personen mit psychischen Störungen. Sie war seit 2016 Mitglied des Parlamentsausschusses für Wirtschaftsangelegenheiten und Handel, zuvor war sie Mitglied der Ausschüsse für Wohlfahrt und für Gewerbeangelegenheiten.
Seit dem 11. Januar 2017 war sie als Nachfolgerin von Sigrún Magnúsdóttir Umweltministerin im Kabinett Bjarni Benediktsson (2017), das aus Mitgliedern der Unabhängigkeitspartei sowie der Parteien Viðreisn und Björt framtíð bestand.
Bei der Parlamentswahl vom 28. Oktober 2017 konnte Björt framtíð keine Sitze im Althing mehr erringen, womit auch Björt Ólafsdóttir ihren Parlamentssitz verlor. Seit dem 25. November 2017 war sie die Vorsitzende ihrer Partei, später folgte ihr in diesem Amt Theodóra S. Þorsteinsdóttir.